# Alfonso Menéndez
Alfonso Menéndez Vallín (Avilés, 31 de maio de 1966) é um arqueiro espanhol, campeão olímpico.

## Carreira
Alfonso Menéndez representou seu país nos Jogos Olímpicos em 1992, ganhando a medalha de ouro por equipes em 1992, em casa. 